# Гоствиця
Гоствиця (пол. Gostwica) — село в Польщі, у гміні Подегродзе Новосондецького повіту Малопольського воєводства.
Населення — 1505 осіб (2011).
У 1975-1998 роках село належало до Новосондецького воєводства.

## Демографія
Демографічна структура станом на 31 березня 2011 року:
|          | Загалом | Допрацездатний вік | Працездатний вік | Постпрацездатний вік |
| -------- | ------- | ------------------ | ---------------- | -------------------- |
| Чоловіки | 743     | 205                | 475              | 63                   |
| Жінки    | 762     | 206                | 428              | 128                  |
| Разом    | 1505    | 411                | 903              | 191                  |